# پرپرواران کالیسیفورا
پرپرواران کالیسیفورا(نام علمی: Calyciphora) نام یک سرده از تیره پرپرواران است.